# Limba dari
Dari sau persana afgană este denumirea locală pentru limba persană din Afganistan. Acolo este denumită Fārsi-ye-Dari sau „persană de casă”, amintind originile limbii moderne de la cea vorbită la curtea regală persană, unde limba era folosită ca mijloc oficial de înregistrare a actelor de guvernare. Este limba principală a țării, vorbită de 50% din populație, în principal în nordul și nord-vestul țării, precum și în Kabul. Este limba principală a popoarelor tadjice, hazare și chahar aimak. Limba servește ca mijloc de comunicare între diferitele popoare din Afganistan.